# Piui-queixado
O piui-queixado ou piuí-de-garganta-branca (Contopus albogularis) é uma espécie de ave da família Tyrannidae.
Pode ser encontrada nos seguintes países: Brasil, Guiana Francesa e Suriname.
Os seus habitats naturais são: florestas subtropicais ou tropicais húmidas de baixa altitude.